# Cấn Tất Dự
Cấn Tất Dự (ur. 10 kwietnia 1992) – wietnamski zapaśnik walczący w stylu wolnym. Zajął 27. miejsce na mistrzostwach świata w 2015 roku. 
Dziewiąty na igrzyskach azjatyckich w 2018 i czternasty w 2022. Szósty na mistrzostwach Azji w 2015. Złoty medalista igrzysk Azji Południowo-Wschodniej w 2011, 2013, 2019, 2021 i 2023. Pierwszy na mistrzostwach Azji Południowo-Wschodniej w 2022, 2023 i 2025 roku.